# باشگاه فوتبال ساوترن استرایکرز
باشگاه فوتبال پورت مورزبی استرایکرز که همچنین به عنوان ساوترن استرایکرز شناخته می‌شود، یک باشگاه فوتبال حرفه‌ای است که در سال ۲۰۱۷ تأسیس شد و در پورت مورزبی، پاپوآ گینه نو مستقر است.
بهترین نتیجه داخلی آنها تا به امروز در نسخه ۲۰۱۸ لیگ ملی فوتبال پاپوآ گینه نو بود، زمانی که آنها پنجم شدند.